# 2012-es futsal-világbajnokság
A 2012-es futsal-világbajnokság a hetedik ilyen jellegű futsaltorna volt, melyet 2012. november 1. és november 18. között Thaiföldön rendeztek. A résztvevők száma az előző, 2008-as világbajnokságon szereplő 20-hoz képest néggyel nőtt, így már 24 csapat vehetett részt a tornán.

## Pályázatok
A 2012-es futsal-világbajnokság rendezési jogára hét ország jelentkezett. Azerbajdzsán, Csehország, Guatemala, Irán, Kína, Srí Lanka és Thaiföld. Végül a thaiföldi pályázat bizonyult a legjobbnak és elnyerte a rendezés jogát.

## Helyszínek
A világbajnokság mérkőzéseit 4 különböző helyszínen rendezik meg.
| Csarnok          | Bangkok Futsal Aréna | Hua Mark Sportcsarnok | Nimibutr Sportcsarnok | Korat Chatchai Hall |
| ---------------- | -------------------- | --------------------- | --------------------- | ------------------- |
| Kép              |                      |                       |                       |                     |
| Város            | Bangkok              | Bangkok               | Bangkok               | Nakhonratcsaszima   |
| Befogadóképesség | 12 000               | 15 000                | 5 600                 | 5 000               |

## Résztvevők
Az alábbi csapatok kvalifikálták magukat a 2012-es futsal-világbajnokságra:
| Házigazda: - Thaiföld Ázsia: - Irán - Japán - Ausztrália - Kuvait Afrika: - Egyiptom - Líbia - Marokkó | Észak- és Közép-Amerika: - Costa Rica - Guatemala - Panama - Mexikó Dél-Amerika: - Argentína - Paraguay - Brazília - Kolumbia | Óceánia: - Salamon-szigetek Európa: - Ukrajna - Szerbia - Oroszország - Spanyolország - Portugália - Csehország - Olaszország |  |

## Játékvezetők
| - Kaveepol Kamawitee - Alireza Sohrabi - Jang Kwan Kim - Mohamed Chami - Naoki Miyatani - Nurdin Bukuev - Scott Kidson - Shukhrat Pulatov - Youze Zhang - Eduardo Mahumane - José Katemo - Saheed Ayeni - Said Kadara | - Alexander Cline - Carlos González - Francisco Rivera - Geovanny López - Sergio Cabrera - Wencelaos Aguilar - Daniel Rodríguez - Darío Santamaría - Héctor Rojas - Jaime Jativa - Joel Ruiz - Oswaldo Gómez - Renata Leite | - Sandro Brechane - Amitesh Behari - Rex Kamusu - Borut Sivic - Danijel Janosevic - Eduardo Coelho - Fernando Gutiérrez - Francesco Massini - Kovács Gábor - Ivan Sabanov - Karel Henych - Marc Birkrtt - Pascal Lemal |  |

## A torna hivatalos dala
A torna hivatalos dala a thaiföldi Slot Machine nevű együttes Heart & Soul című száma.

## Sorsolás
A világbajnokság hivatalos sorsolását Bangkokban ejtették meg 2012. augusztus 24-én. A vb-re kijutott 24 csapatot 6 darab 4-fős csoportba osztották, ahol körmérkőzéses küzdelemben kezdődött el a bajnokság.

## Csoportmérkőzések
A 6 darab 4-fős csoportból a csoportok első két helyezettje és a legjobb 4 csoportharmadik jut a legjobb 16 közé, ahol egyenes kieséses rendszerben folytatódik a küzdelem.

### A csoport
| Csapat     | M | Gy | D | V | RG | KG | GK | P |
| ---------- | - | -- | - | - | -- | -- | -- | - |
| Ukrajna    | 3 | 2  | 1 | 0 | 14 | 7  | +7 | 7 |
| Paraguay   | 3 | 1  | 1 | 1 | 9  | 11 | -2 | 4 |
| Thaiföld   | 3 | 1  | 0 | 2 | 8  | 9  | -1 | 3 |
| Costa Rica | 3 | 1  | 0 | 2 | 8  | 12 | -4 | 3 |

| 2012. november 1. 17:00 |

| Ukrajna                      | 3–3               | Paraguay                |
| ---------------------------- | ----------------- | ----------------------- |
| Pavlenko 10' 40' Soturma 35' | (1–1) Jegyzőkönyv | E. Ayala 9' 30' 37' 39′ |

| Hua Mark Sportcsarnok, Bangkok Nézőszám: 4 379 Játékvezető: Wenceslaos Aguilar (panamai) |

| 2012. november 1. 19:00 |

| Thaiföld                                        | 3–1               | Costa Rica |
| ----------------------------------------------- | ----------------- | ---------- |
| Chalaemkhet 17' Thueanklang 28' Sornwichian 37' | (1–0) Jegyzőkönyv | Zuñiga 37' |

| Hua Mark Sportcsarnok, Bangkok Nézőszám: 4 379 Játékvezető: Héctor Rojas (perui) |

| 2012. november 4. 17:00 |

| Paraguay                                   | 3–6   | Costa Rica                                                 |
| ------------------------------------------ | ----- | ---------------------------------------------------------- |
| Toruno 2' (öngól) Alcaraz 11' Villalba 37' | (2–0) | Zuniga 22' Navarrete 25' 28' Cubillo 27' 31' 40' Jerez 36′ |

| Hua Mark Sportcsarnok, Bangkok Játékvezető: Francesco Massini (olasz) |

| 2012. november 4. 19:00 |

| Thaiföld                                     | 3–5   | Ukrajna                                                      |
| -------------------------------------------- | ----- | ------------------------------------------------------------ |
| Wongkaeo 24' Thueanklnag 35' Sornwichian 39' | (0–5) | Ovszjannyikov 4' Csepornyuk 7' Rogacsov 13' 20' Pavlenko 20' |

| Hua Mark Sportcsarnok, Bangkok Nézőszám: 5613 Játékvezető: Sergio Cabrera (kubai) |

| 2012. november 7. 19:00 |

| Costa Rica  | 1–6               | Ukrajna                                                         |
| ----------- | ----------------- | --------------------------------------------------------------- |
| Cubillo 24' | (0–3) Jegyzőkönyv | Rogacsov 7' 16' Ovszjannyikov 17' Szorokin 23' 32' Pavlenko 29' |

| Hua Mark Sportcsarnok, Bangkok Nézőszám: 4200 Játékvezető: Daniel Rodriguez (uruguayi) |

| 2012. november 7. 19:00 |

| Paraguay                             | 3–2               | Thaiföld                    |
| ------------------------------------ | ----------------- | --------------------------- |
| A. Salas 4' E. Ayala 7' J. Salas 10' | (3–1) Jegyzőkönyv | Thueanklang 11' Chudech 25' |

| Nakhonratcsaszima Nézőszám: 5307 Játékvezető: Ivan Sabanov (orosz) |

### B csoport
| Csapat        | M | Gy | D | V | RG | KG | GK  | P |
| ------------- | - | -- | - | - | -- | -- | --- | - |
| Spanyolország | 3 | 1  | 1 | 0 | 15 | 6  | +9  | 7 |
| Irán          | 3 | 1  | 1 | 0 | 8  | 6  | +2  | 7 |
| Panama        | 3 | 1  | 0 | 2 | 14 | 15 | -1  | 3 |
| Marokkó       | 3 | 0  | 0 | 3 | 5  | 15 | -10 | 0 |

| 2012. november 2. 19:00 |

| Panama                                                                  | 8–3               | Marokkó                         |
| ----------------------------------------------------------------------- | ----------------- | ------------------------------- |
| Perez 20' Lasso 22' 31' Mena 23' 32' Galvez 25' Hinks 34' Goodridge 39' | (1–3) Jegyzőkönyv | Jabrane 7' Debrou 12' Habil 16' |

| Hua Mark Sportcsarnok, Bangkok Nézőszám: 3579 Játékvezető: Amitesh Behari (Fidzsi-szigeteki) |

| 2012. november 2. 21:00 |

| Spanyolország          | 2–2               | Irán                     |
| ---------------------- | ----------------- | ------------------------ |
| Miguelín 5' Lozano 16' | (2–0) Jegyzőkönyv | Daneshvar 28' Tayebi 31' |

| Hua Mark Sportcsarnok, Bangkok Nézőszám: 3579 Játékvezető: Francisco Rivera (mexikói) |

| 2012. november 5. 19:00 |

| Marokkó       | 1–2               | Irán                       |
| ------------- | ----------------- | -------------------------- |
| El Mazray 20' | (1–1) Jegyzőkönyv | Hassanzadeh 20' Kazemi 33' |

| Hua Mark Sportcsarnok, Bangkok Nézőszám: 1409 Játékvezető: Carlos Gonzalez (guatemalai) |

| 2012. november 5. 21:00 |

| Spanyolország                                                        | 8–3               | Panama                       |
| -------------------------------------------------------------------- | ----------------- | ---------------------------- |
| Kike 2' Lin 8' Borja 11' 22' Aicardo 14' 20' Alemao 27' Miguelin 30' | (5–1) Jegyzőkönyv | De Leon 17' 33' Alvarado 30' |

| Hua Mark Sportcsarnok, Bangkok Nézőszám: 1409 Játékvezető: Scott Kidson (ausztrál) |

| 2012. november 8. 19:00 |

| Irán                                     | 4–3               | Panama                              |
| ---------------------------------------- | ----------------- | ----------------------------------- |
| Esmaeilpour 3' Kazemi 13' Taheri 19' 38' | (3–1) Jegyzőkönyv | Goodridge 6' Perez 35' Arvarado 40' |

| Nimibutr Sportcsarnok, Bangkok Nézőszám: 1400 Játékvezető: Eduardo Fernandes (portugál) |

| 2012. november 8. 19:00 |

| Marokkó    | 1–5               | Spanyolország                                     |
| ---------- | ----------------- | ------------------------------------------------- |
| Talabi 22' | (0–3) Jegyzőkönyv | Lozano 10' 12' Borja 19' Fernandao 33' Alvaro 34' |

| Hua Mark Sportcsarnok, Bangkok Nézőszám: 1898 Játékvezető: Naoki Miyatani (japán) |

### C csoport
| Csapat     | M | Gy | D | V | RG | KG | GK  | P |
| ---------- | - | -- | - | - | -- | -- | --- | - |
| Brazília   | 3 | 3  | 0 | 0 | 20 | 2  | +18 | 9 |
| Portugália | 3 | 1  | 1 | 1 | 11 | 9  | +2  | 4 |
| Japán      | 3 | 1  | 1 | 1 | 10 | 11 | -1  | 4 |
| Líbia      | 3 | 0  | 0 | 3 | 5  | 22 | -19 | 0 |

| 2012. november 1. 19:00 |

| Líbia    | 1–5               | Portugália                                   |
| -------- | ----------------- | -------------------------------------------- |
| Fathe 5' | (1–3) Jegyzőkönyv | Cardinal 2' 16' 17' Nandinho 26' Marinho 28' |

| Korat Chatchai Hall, Nakhonratcsaszima Nézőszám: 4298 Játékvezető: Alireza Sohrabi (iráni) |

| 2012. november 1. 21:00 |

| Brazília                            | 4–1                 | Japán     |
| ----------------------------------- | ------------------- | --------- |
| Wilde 14' 23' Neto 21' Vinicius 25' | (1 - 0) Jegyzőkönyv | Inaba 28' |

| Korat Chatchai Hall, Nakhonratcsaszima Nézőszám: 4298 Játékvezető: Kovács Gábor (játékvezető) (magyar) |

| 2012. november 4. 19:00 |

| Portugália                                      | 5–5               | Japán                                            |
| ----------------------------------------------- | ----------------- | ------------------------------------------------ |
| Joao Matos 1' Ricardinho 2' 18' Cardinal 9' 12' | (5–2) Jegyzőkönyv | Morioka 11' 33' Hoshi 19' Kitahara 32' Henmi 36' |

| Korat Chatchai Hall, Nakhonratcsaszima Nézőszám: 4350 Játékvezető: Daniel Rodriguez (uruguay-i) |

| 2012. november 4. 21:00 |

| Brazília | 13–0              | Líbia |
| --- | ----------------- | ----- |
| Gabriel 7' Rodrigo 8' 10' Neto 16' Fernandinho 17' 31' 33' 34' Mohamed Rahoma 25' (öngól) Je 31' 34' 38' Rafael 39' | (5–0) Jegyzőkönyv |       |

| Korat Chatchai Hall, Nakhonratcsaszima Nézőszám: 4350 Játékvezető: Danijel Janosevic (horvát) |

| 2012. november 7. 17:00 |

| Japán                                                | 4–2               | Líbia          |
| ---------------------------------------------------- | ----------------- | -------------- |
| Reda Fathe 18' (öngól) Hoshi 25' Inaba 26' Osodo 32' | (1–1) Jegyzőkönyv | Rahoma 18' 38' |

| Hua Mark Sportcsarnok, Bangkok Nézőszám: 5307 Játékvezető: Francesco Massini (olasz) |

| 2012. november 7. 17:00 |

| Portugália                | 1–3               | Brazília                          |
| ------------------------- | ----------------- | --------------------------------- |
| Cardinal 14' Benedito 33′ | (1–1) Jegyzőkönyv | Simi 12' Fernandinho 29' Neto 40' |

| Nakhonratcsaszima Nézőszám: 4200 Játékvezető: Wenceslaos Aguilar (panamai) |

### D csoport
| Csapat      | M | Gy | D | V | RG | KG | GK  | P |
| ----------- | - | -- | - | - | -- | -- | --- | - |
| Olaszország | 3 | 3  | 0 | 0 | 17 | 5  | +12 | 9 |
| Argentína   | 3 | 2  | 0 | 1 | 14 | 5  | +9  | 6 |
| Ausztrália  | 3 | 1  | 0 | 2 | 5  | 17 | -12 | 3 |
| Mexikó      | 3 | 0  | 0 | 3 | 4  | 13 | -9  | 0 |

| 2012. november 2. 17:00 |

| Olaszország                                                                                 | 9–1               | Ausztrália   |
| ------------------------------------------------------------------------------------------- | ----------------- | ------------ |
| Fortino 15' Assis 16' 24' Lima 18' Forte 20' Romano 21' Honorio 27' Mentasti 29' Merlim 31' | (4–0) Jegyzőkönyv | Ngaluafe 34' |

| Nimibutr Sportcsarnok, Bangkok Játékvezető: Eduardo Mahumane (mozambiki) |

| 2012. november 2. 19:00 |

| Argentína                                     | 5–1               | Mexikó        |
| --------------------------------------------- | ----------------- | ------------- |
| Basile 5' Rescia 14' Amas 26' Borruto 29' 31' | (2–0) Jegyzőkönyv | Rodriguez 37' |

| Nimibutr Sportcsarnok, Bangkok Játékvezető: Eduardo Fernandes (portugál) |

| 2012. november 5. 17:00 |

| Ausztrália                           | 3–1               | Mexikó    |
| ------------------------------------ | ----------------- | --------- |
| Seeto 27' Cimitile 27' Giovenali 36' | (0–1) Jegyzőkönyv | Quiroz 7' |

| Nimibutr Sportcsarnok, Bangkok Nézőszám: 3800 Játékvezető: Fernando Gutierrez Lumbreras (spanyol) |

| 2012. november 5. 19:00 |

| Argentína               | 2–3               | Olaszország                    |
| ----------------------- | ----------------- | ------------------------------ |
| Rescia 3' Cuzzolino 40' | (1–2) Jegyzőkönyv | Lima 13' Fortino 19' Assis 38' |

| Nimibutr Sportcsarnok, Bangkok Nézőszám: 3800 Játékvezető: Nurdin Bukuev (kirgiz) |

| 2012. november 8. 17:00 |

| Mexikó        | 2–5               | Olaszország                                    |
| ------------- | ----------------- | ---------------------------------------------- |
| Plata 23' 34' | (0–1) Jegyzőkönyv | Ercolessi 18' 24' Fortino 26' 35' Leggiero 36' |

| Hua Mark Sportcsarnok, Bangkok Nézőszám: 1898 Játékvezető: Sandro Brechane (brazíliai) |

| 2012. november 8. 17:00 |

| Ausztrália | 1–7               | Argentína                                                                |
| ---------- | ----------------- | ------------------------------------------------------------------------ |
| Seeto 6'   | (1–3) Jegyzőkönyv | Borruto 1' 39' Cuzzolino 7' Lucuix 15' Vaporaki 22' Garcias 28' Amas 37' |

| Nimibutr Sportcsarnok, Bangkok Nézőszám: 1400 Játékvezető: Marc Birkett (angol) |

### E csoport
| Csapat     | M | Gy | D | V | RG | KG | GK | P |
| ---------- | - | -- | - | - | -- | -- | -- | - |
| Szerbia    | 3 | 2  | 1 | 0 | 12 | 5  | +7 | 7 |
| Csehország | 3 | 1  | 1 | 1 | 7  | 11 | -4 | 4 |
| Egyiptom   | 3 | 1  | 0 | 2 | 11 | 9  | +2 | 3 |
| Kuvait     | 3 | 1  | 0 | 2 | 8  | 13 | -5 | 3 |

| 2012. november 3. 19:00 |

| Csehország                        | 3–2   | Kuvait                                   |
| --------------------------------- | ----- | ---------------------------------------- |
| Kopecky 5' Belej 23' Koudelka 35' | (1–0) | Al Awadhi 38' Altawail 40' Almutairi 40′ |

| Hua Mark Sportcsarnok, Bangkok Játékvezető: Dario Santamaria (argentin) |

| 2012. november 3. 21:00 |

| Egyiptom    | 1–3               | Szerbia                          |
| ----------- | ----------------- | -------------------------------- |
| Mohamed 40' | (0–0) Jegyzőkönyv | Bojovic 23' Janjic 37' Kocic 39' |

| Hua Mark Sportcsarnok, Bangkok Nézőszám: 1407 Játékvezető: Joel Ruiz (paraguay-i) |

| 2012. november 6. 19:00 |

| Kuvait          | 2–7               | Szerbia                                                           |
| --------------- | ----------------- | ----------------------------------------------------------------- |
| Alfarsi 22' 37' | (0–3) Jegyzőkönyv | Kocic 7' 18' Lazic 20' 25' Rajcevic 28' Bojovic 32' Pavicevic 39' |

| Hua Mark Sportcsarnok, Bangkok Nézőszám: 552 Játékvezető: Renata Leite (brazil) |

| 2012. november 6. 21:00 |

| Egyiptom                                                     | 7–2               | Csehország              |
| ------------------------------------------------------------ | ----------------- | ----------------------- |
| Samasry 11' 31' 37' Bougy 19' Mohamed 22' Nader 34' Mizo 39' | (2–1) Jegyzőkönyv | Slovacek 5' Resetar 26' |

| Nimibutr Sportcsarnok, Bangkok Nézőszám: 552 Játékvezető: Alireza Sohrabi (iráni) |

| 2012. november 9. 19:00 |

| Szerbia              | 2–2               | Csehország                        |
| -------------------- | ----------------- | --------------------------------- |
| Kocic 6' Bojovic 36' | (1–0) Jegyzőkönyv | Seidler 33' Pavicevic 36' (öngól) |

| Nimibutr Sportcsarnok, Bangkok Nézőszám: 1370 Játékvezető: Fernando Gutierrez Lumbreras (spanyol) |

| 2012. november 9. 19:00 |

| Kuvait                                  | 4–3               | Egyiptom                  |
| --------------------------------------- | ----------------- | ------------------------- |
| Alfarsi 3' Almutairi 6' 7' Altawail 20' | (4–1) Jegyzőkönyv | Bougy 15' Mohamed 37' 39' |

| Hua Mark Sportcsarnok, Bangkok Nézőszám: 1152 Játékvezető: Sergio Cabrera (kubai) |

### F csoport
| Csapat           | M | Gy | D | V | RG | KG | GK  | P |
| ---------------- | - | -- | - | - | -- | -- | --- | - |
| Oroszország      | 3 | 3  | 0 | 0 | 27 | 0  | +27 | 9 |
| Kolumbia         | 3 | 1  | 0 | 2 | 13 | 10 | +3  | 3 |
| Guatemala        | 3 | 1  | 0 | 2 | 8  | 15 | -7  | 3 |
| Salamon-szigetek | 3 | 1  | 0 | 2 | 7  | 30 | -23 | 3 |

| 2012. november 3. 17:00 |

| Guatemala                                                                 | 5–2   | Kolumbia           |
| ------------------------------------------------------------------------- | ----- | ------------------ |
| Gonzalez 13' Escobar 29' Aguilar 31' Acevedo 32' Enriquez 40' Santizo 19′ | (1–2) | Serna 7' Reyes 19' |

| Nimibutr Sportcsarnok, Bangkok Játékvezető: Karel Henych (cseh) |

| 2012. november 3. 19:00 |

| Oroszország | 16–0  | Salamon-szigetek |
| --- | ----- | ---------------- |
| Cirilo 3' Pula 3' Eder Lima 5' 11' 18' 20' 34' 40' Prudnyikov 19' Szergejev 22' 30' Robinho 25' Szuhilin 27' Fukin 28' 36' | (8–0) |                  |

| Nimibutr Sportcsarnok, Bangkok Játékvezető: Kim Jang Kwan (koreai) |

| 2012. november 6. 17:00 |

| Kolumbia                                                                                    | 11–3              | Salamon-szigetek                               |
| ------------------------------------------------------------------------------------------- | ----------------- | ---------------------------------------------- |
| Toro 7' 20' 38' Quiroz 8' Reyes 22' 33' Duque 30' Abril 35' Caro 40' Fonnegra 40' Prado 40' | (3–3) Jegyzőkönyv | Ragomo 14' O Sifelo 15' Lea'alafa 20' Huia 20′ |

| Nimibutr Sportcsarnok, Bangkok Nézőszám: 1300 Játékvezető: Borut Sivic (szlovén) |

| 2012. november 6. 19:00 |

| Oroszország                                                                             | 9–0               | Guatemala |
| --------------------------------------------------------------------------------------- | ----------------- | --------- |
| Szergejev 1' 16' Sajakhmetov 3' Cirilo 8' Prudnyikov 12' 35' Eder Lima 27' Szuhilin 35' | (6–0) Jegyzőkönyv |           |

| Nimibutr Sportcsarnok, Bangkok Nézőszám: 1300 Játékvezető: Hector Rojas (perui) |

| 2012. november 9. 17:00 |

| Salamon-szigetek                              | 4–3               | Guatemala                                        |
| --------------------------------------------- | ----------------- | ------------------------------------------------ |
| Stevenson 15' Bule 17' Lea'alafa 29' Talo 36' | (2–1) Jegyzőkönyv | De Leon 9' Aguikar 22' Enriquez 40' González 18′ |

| Hua Mark Sportcsarnok, Bangkok Nézőszám: 1152 Játékvezető: Francesco Massini (olasz) |

| 2012. november 9. 17:00 |

| Kolumbia | 0–2               | Oroszország           |
| -------- | ----------------- | --------------------- |
|          | (0–1) Jegyzőkönyv | Cirilo 4' Robinho 24' |

| Nimibutr Sportcsarnok, Bangkok Nézőszám: 1370 Játékvezető: Scott Kidson (ausztrál) |

## A 3. helyezett csapatok rangsora
| Cs | Ország     | M | Gy | D | V | RG | KG | GK  | P |
| -- | ---------- | - | -- | - | - | -- | -- | --- | - |
| C  | Japán      | 3 | 1  | 1 | 1 | 10 | 11 | -1  | 4 |
| E  | Egyiptom   | 3 | 1  | 0 | 2 | 11 | 9  | +2  | 3 |
| B  | Panama     | 3 | 1  | 0 | 2 | 14 | 15 | -1  | 3 |
| A  | Thaiföld   | 3 | 1  | 0 | 2 | 8  | 9  | -1  | 3 |
| F  | Guatemala  | 3 | 1  | 0 | 2 | 8  | 15 | -7  | 3 |
| D  | Ausztrália | 3 | 1  | 0 | 2 | 5  | 17 | -12 | 3 |

## Egyenes kieséses szakasz
|  |                                  |               |                        |                        |                        |                        |                        |               |               |               |                        |                        |                        |  |  |       |       |       |
|  | Nyolcaddöntők                    | Nyolcaddöntők | Nyolcaddöntők          |                        |                        | Negyeddöntők           | Negyeddöntők           | Negyeddöntők  |               |               | Elődöntők              | Elődöntők              | Elődöntők              |  |  | Döntő | Döntő | Döntő |
|  | Nyolcaddöntők                    | Nyolcaddöntők | Nyolcaddöntők          |                        |                        | Negyeddöntők           | Negyeddöntők           | Negyeddöntők  |               |               | Elődöntők              | Elődöntők              | Elődöntők              |  |  | Döntő | Döntő | Döntő |
|  | november 11. - Bangkok           |               |                        |                        |                        |                        |                        |               |               |               |                        |                        |                        |  |  |       |       |       |
|  |                                  |               |                        |                        |                        |                        |                        |               |               |               |                        |                        |                        |  |  |       |       |       |
|  | A2                               | Paraguay      | 1                      |                        |                        |                        |                        |               |               |               |                        |                        |                        |  |  |       |       |       |
|  | A2                               | Paraguay      | 1                      | november 14. - Bangkok |                        |                        |                        |               |               |               |                        |                        |                        |  |  |       |       |       |
|  | C2                               | Portugália    | 4                      |                        |                        |                        |                        |               |               |               |                        |                        |                        |  |  |       |       |       |
|  | C2                               | Portugália    | 4                      |                        |                        | Portugália             | Portugália             | 3             |               |               |                        |                        |                        |  |  |       |       |       |
|  | november 12. - Nakhonratcsaszima |               |                        |                        |                        | Portugália             | Portugália             | 3             |               |               |                        |                        |                        |  |  |       |       |       |
|  |                                  |               | Olaszország            | Olaszország            | 4                      |                        |                        |               |               |               |                        |                        |                        |  |  |       |       |       |
|  | D1                               | Olaszország   | Olaszország            | Olaszország            | 4                      | 5                      |                        |               |               |               |                        |                        |                        |  |  |       |       |       |
|  | D1                               | Olaszország   |                        |                        |                        | 5                      | november 16. - Bangkok |               |               |               |                        |                        |                        |  |  |       |       |       |
|  | BEF3                             | Egyiptom      | 1                      |                        |                        |                        |                        |               |               |               |                        |                        |                        |  |  |       |       |       |
|  | BEF3                             | Egyiptom      | 1                      |                        |                        | Olaszország            | Olaszország            | 1             |               |               |                        |                        |                        |  |  |       |       |       |
|  | november 11. - Bangkok           |               |                        |                        |                        | Olaszország            | Olaszország            | 1             |               |               |                        |                        |                        |  |  |       |       |       |
|  |                                  |               | Spanyolország          | Spanyolország          | 4                      |                        |                        |               |               |               |                        |                        |                        |  |  |       |       |       |
|  | B1                               | Spanyolország | Spanyolország          | Spanyolország          | 4                      | 7                      |                        |               |               |               |                        |                        |                        |  |  |       |       |       |
|  | B1                               | Spanyolország | november 14. - Bangkok |                        |                        | 7                      |                        |               |               |               |                        |                        |                        |  |  |       |       |       |
|  | ACD3                             | Thaiföld      | 1                      |                        |                        |                        |                        |               |               |               |                        |                        |                        |  |  |       |       |       |
|  | ACD3                             | Thaiföld      | 1                      |                        |                        | Spanyolország          | Spanyolország          | 3             |               |               |                        |                        |                        |  |  |       |       |       |
|  | november 12. - Bangkok           |               |                        |                        |                        | Spanyolország          | Spanyolország          | 3             |               |               |                        |                        |                        |  |  |       |       |       |
|  |                                  |               | Oroszország            | Oroszország            | 2                      |                        |                        |               |               |               |                        |                        |                        |  |  |       |       |       |
|  | F1                               | Oroszország   | Oroszország            | Oroszország            | 2                      | 3                      |                        |               |               |               |                        |                        |                        |  |  |       |       |       |
|  | F1                               | Oroszország   |                        |                        |                        | 3                      | november 18. - Bangkok |               |               |               |                        |                        |                        |  |  |       |       |       |
|  | E2                               | Csehország    | 0                      |                        |                        |                        |                        |               |               |               |                        |                        |                        |  |  |       |       |       |
|  | E2                               | Csehország    | 0                      |                        |                        | Spanyolország          | Spanyolország          | 2             |               |               |                        |                        |                        |  |  |       |       |       |
|  | november 12. - Bangkok           |               |                        |                        |                        | Spanyolország          | Spanyolország          | 2             |               |               |                        |                        |                        |  |  |       |       |       |
|  |                                  |               | Brazília               | Brazília               | 3                      |                        |                        |               |               |               |                        |                        |                        |  |  |       |       |       |
|  | E1                               | Szerbia       | Brazília               | Brazília               | 3                      | 1                      |                        |               |               |               |                        |                        |                        |  |  |       |       |       |
|  | E1                               | Szerbia       | november 14. - Bangkok |                        |                        | 1                      |                        |               |               |               |                        |                        |                        |  |  |       |       |       |
|  | D2                               | Argentína     | 2                      |                        |                        |                        |                        |               |               |               |                        |                        |                        |  |  |       |       |       |
|  | D2                               | Argentína     | 2                      |                        |                        | Argentína              | Argentína              | 2             |               |               |                        |                        |                        |  |  |       |       |       |
|  | november 12. - Nakhonratcsaszima |               |                        |                        |                        | Argentína              | Argentína              | 2             |               |               |                        |                        |                        |  |  |       |       |       |
|  |                                  |               | Brazília               | Brazília               | 3                      |                        |                        |               |               |               |                        |                        |                        |  |  |       |       |       |
|  | C1                               | Brazília      | Brazília               | Brazília               | 3                      | 16                     |                        |               |               |               |                        |                        |                        |  |  |       |       |       |
|  | C1                               | Brazília      |                        |                        |                        | 16                     | november 16. - Bangkok |               |               |               |                        |                        |                        |  |  |       |       |       |
|  | ABF3                             | Panama        | 0                      |                        |                        |                        |                        |               |               |               |                        |                        |                        |  |  |       |       |       |
|  | ABF3                             | Panama        | 0                      |                        |                        | Brazília               | Brazília               | 3             |               |               |                        |                        |                        |  |  |       |       |       |
|  | november 11. - Bangkok           |               |                        |                        |                        | Brazília               | Brazília               | 3             |               |               |                        |                        |                        |  |  |       |       |       |
|  |                                  |               | Kolumbia               | Kolumbia               | 1                      |                        |                        | Bronzmérkőzés | Bronzmérkőzés | Bronzmérkőzés |                        |                        |                        |  |  |       |       |       |
|  | B2                               | Irán          | Kolumbia               | Kolumbia               | 1                      | 1                      |                        |               |               | Bronzmérkőzés |                        |                        |                        |  |  |       |       |       |
|  | B2                               | Irán          |                        |                        | november 14. - Bangkok | november 14. - Bangkok | november 14. - Bangkok |               |               |               | november 18. - Bangkok | november 18. - Bangkok | november 18. - Bangkok |  |  |       |       |       |
|  | F2                               | Kolumbia      | 2                      |                        | november 14. - Bangkok | november 14. - Bangkok | november 14. - Bangkok |               |               |               | november 18. - Bangkok | november 18. - Bangkok | november 18. - Bangkok |  |  |       |       |       |
|  | F2                               | Kolumbia      | 2                      |                        |                        | Kolumbia               | Kolumbia               | 3             | Olaszország   | Olaszország   | 3                      |                        |                        |  |  |       |       |       |
|  | november 11. - Bangkok           |               |                        |                        |                        | Kolumbia               | Kolumbia               | 3             | Olaszország   | Olaszország   | 3                      |                        |                        |  |  |       |       |       |
|  |                                  |               | Ukrajna                | Ukrajna                | 1                      |                        |                        | Kolumbia      | Kolumbia      | 0             |                        |                        |                        |  |  |       |       |       |
|  | A1                               | Ukrajna       | Ukrajna                | Ukrajna                | 1                      | 6                      |                        | Kolumbia      | Kolumbia      | 0             |                        |                        |                        |  |  |       |       |       |
|  | A1                               | Ukrajna       |                        |                        |                        |                        |                        |               |               |               |                        |                        |                        |  |  |       |       |       |
|  | CDE3                             | Japán         | 3                      |                        |                        |                        |                        |               |               |               |                        |                        |                        |  |  |       |       |       |
|  | CDE3                             | Japán         | 3                      |                        |                        |                        |                        |               |               |               |                        |                        |                        |  |  |       |       |       |

### Nyolcaddöntők
| 2012. november 11. 16:00 |

| Paraguay  | 1–4               | Portugália                                     |
| --------- | ----------------- | ---------------------------------------------- |
| Salas 36' | (0–2) Jegyzőkönyv | Cardinal 12' Joao Matos 20' Ricardinho 39' 40' |

| Hua Mark Sportcsarnok, Bangkok Nézőszám: 3579 Játékvezető: Daniel Rodriguez (uruguay-i) |

| 2012. november 11. 18:30 |

| Ukrajna                                                                | 6–3                 | Japán                                  |
| ---------------------------------------------------------------------- | ------------------- | -------------------------------------- |
| Csepornijuk 3' Fedorcsenko 5' Zurba 10' Rogacsov 13' Ovszjannyikov 16' | (6 - 0) Jegyzőkönyv | Morioka 30' 31' Kitahara 32' Inaba 15′ |

| Hua Mark Sportcsarnok, Bangkok Nézőszám: 3579 Játékvezető: Renata Leite (brazil) |

| 2012. november 11. 18:30 |

| Spanyolország                                                     | 7–1                 | Thaiföld     |
| ----------------------------------------------------------------- | ------------------- | ------------ |
| Torras 10' 17' Fernandão 25' 28' Aicardo 30' Ortiz 34' Álvaro 38' | (2 - 0) Jegyzőkönyv | Wongkaeo 39' |

| Nimibutr Sportcsarnok, Bangkok Nézőszám: 4170 Játékvezető: Alexander Cline (panamai) |

| 2012. november 11. 21:00 |

| Irán                   | 1–2                 | Kolumbia           |
| ---------------------- | ------------------- | ------------------ |
| Ranama 35' Tayyebi 33′ | (0 - 0) Jegyzőkönyv | Duque 30' Caro 34' |

| Nimibutr Sportcsarnok, Bangkok Nézőszám: 4170 Játékvezető: Ivan Sabanov (orosz) |

| 2012. november 12. 16:00 |

| Olaszország                                 | 5–1                 | Egyiptom       |
| ------------------------------------------- | ------------------- | -------------- |
| Assis 3' 10' 30' Dos Santos 19' Fortino 32' | (3 - 1) Jegyzőkönyv | Abou Serie 10' |

| Korat Chatchai Hall, Nakhonratcsaszima Nézőszám: 3644 Játékvezető: Nurdin Bukujev (kirgiz) |

| 2012. november 12. 18:30 |

| Brazília | 16–0              | Panama             |
| --- | ----------------- | ------------------ |
| Fernandinho 4' 38' Jé 6' 19' 35' Rodrigo 7' 33' Ari 8' 10' 39' Simi 12' Neto 13' Vinicius 23' Rafael 30' 34' Falcao 37' | (8–0) Jegyzőkönyv | Perez 36′ Mena 37′ |

| Korat Chatchai Hall, Nakhonratcsaszima Nézőszám: 3644 Játékvezető: Fernando Gutierrez Lumbreras (spanyol) |

| 2012. november 12. 18:30 |

| Oroszország                     | 3–0                 | Csehország |
| ------------------------------- | ------------------- | ---------- |
| Eder Lima 6' Pula 9' Cirilo 28' | (2 - 0) Jegyzőkönyv |            |

| Hua Mark Sportcsarnok, Bangkok Nézőszám: 1355 Játékvezető: Wenceslaos Aguilar (panamai) |

| 2012. november 12. 21:00 |

| Szerbia                 | 1–2               | Argentína                |
| ----------------------- | ----------------- | ------------------------ |
| Rajcevic 37' Janjic 39′ | (0–2) Jegyzőkönyv | Cuzzolino 11' Rescia 17' |

| Hua Mark Sportcsarnok, Bangkok Nézőszám: 1355 Játékvezető: Hector Rojas (perui) |

### Negyeddöntők
| 2012. november 14. 16:00 |

| Argentína              | 2–3 (h. u.)            | Brazília                      |
| ---------------------- | ---------------------- | ----------------------------- |
| Rescia 17' Borruto 18' | (2–0, 2–2) Jegyzőkönyv | Neto 33' Falcao 35' 45' Jé 9′ |

| Hua Mark Sportcsarnok, Bangkok Nézőszám: 3007 Játékvezető: Wenceslao Aguilar (panamai) |

| 2012. november 14. 18:30 |

| Kolumbia                     | 3–1               | Ukrajna           |
| ---------------------------- | ----------------- | ----------------- |
| Reyes 23' Caro 40' Abril 40' | (0–0) Jegyzőkönyv | Ovszjannyikov 40' |

| Hua Mark Sportcsarnok, Bangkok Nézőszám: 3007 Játékvezető: Sergio Cabrera (kubai) |

| 2012. november 14. 18:30 |

| Portugália                         | 3–4 (h. u.)            | Olaszország                                |
| ---------------------------------- | ---------------------- | ------------------------------------------ |
| Ricardinho 2' 11' 12' Cardinal 12′ | (3–0, 3–3) Jegyzőkönyv | Assis 22' Lima 38' Fortino 40' Honorio 42' |

| Nimibutr Sportcsarnok, Bangkok Nézőszám: 3100 Játékvezető: Karel Henych (cseh) |

| 2012. november 14. 21:00 |

| Spanyolország                     | 3–2               | Oroszország                  |
| --------------------------------- | ----------------- | ---------------------------- |
| Ortiz 4' Fernandão 13' Lozano 19' | (3–1) Jegyzőkönyv | Cirilo 2' Alemao 34' (öngól) |

| Nimibutr Sportcsarnok, Bangkok Nézőszám: 3100 Játékvezető: Marc Birkett (angol) |

### Elődöntők
| 2012. november 16. 17:00 |

| Olaszország | 1–4               | Spanyolország                          |
| ----------- | ----------------- | -------------------------------------- |
| Merlim 30'  | (0–1) Jegyzőkönyv | Assis 9' Alemao 30' Lozano 34' Lin 38' |

| Hua Mark Sportcsarnok, Bangkok Nézőszám: 4597 Játékvezető: Nurdin Bukuev (kirgiz) |

| 2012. november 16. 19:30 |

| Brazília                | 3–1               | Kolumbia |
| ----------------------- | ----------------- | -------- |
| Gabriel 1' 28' Toro 29' | (1–1) Jegyzőkönyv | Toro 19' |

| Hua Mark Sportcsarnok, Bangkok Nézőszám: 4597 Játékvezető: Daniel Rodriguez (uruguayi) |

### Harmadik helyért
| 2012. november 18. 17:00 |

| Olaszország                | 3–0               | Kolumbia   |
| -------------------------- | ----------------- | ---------- |
| Romano 28' Fortino 33' 40' | (0–0) Jegyzőkönyv | Lozano 32′ |

| Hua Mark Sportcsarnok, Bangkok Nézőszám: 5685 Játékvezető: Jose Katemo (angolai) |

### Döntő
| 2012. november 18. 19:30 |

| Spanyolország          | 2–3 (h. u.)            | Brazília                |
| ---------------------- | ---------------------- | ----------------------- |
| Torras 30' Aicardo 31' | (0–0, 2–2) Jegyzőkönyv | Neto 25' 50' Falcão 37' |

| Hua Mark Sportcsarnok, Bangkok Nézőszám: 5685 Játékvezető: Héctor Rojas (perui) |

## Győztes
| A 2012-es futsal-világbajnokság győztese |
| ---------------------------------------- |
| BRAZÍLIA 5. cím                          |

## Góllövőlista
- 9 gól:
  -  Eder Lima
- 8 gól:
  -  Rodolfo Fortino
- 7 gól:
  -  Fernandinho
  -  Neto
  -  Saad Assis
  -  Cardinal
  -  Ricardinho
- 6 gól:
  -  Jé
- 5 gól:
  -  Szergej Szergejev
  -  Cirilo
  -  Jevgen Rogacsov
  -  Denisz Ovszjannyikov
  -  Cristian Borruto
  -  Lozano
- 4 gól:
  -  Maximiliano Rescia
  -  Falcão
  -  Rodrigo
  -  Andrés Reyes
  -  Jhonathan Toro
  -  Edwin Cubillo
  -  Ahmed Mohamed
  -  Morioka Kaoru
  -  Emmanuel Ayala
  -  Mladen Kocić
  -  Aicardo
  -  Fernadão
  -  Makszim Pavlenko
- 3 gól:
  -  Leandro Cuzzolino
  -  Ari Santos
  -  Gabriel da Silva
  -  Rafael
  -  Vinícius
  -  Angellott Caro
  -  Ramadan Samasry
  -  Gabriel Lima
  -  Inaba Kotaro
  -  Ahmed Al-Farsi
  -  Dimitri Prudnyikov
  -  Vidan Bojović
  -  Borja Blanco
  -  Jordi Torras
  -  Suphawut Thuenklang

## Végeredmény
A hazai csapat eltérő háttérszínnel kiemelve.
| Helyezés | Nemzet           | M | Gy | D | V | G+ | G– | Gk  | P  |
| -------- | ---------------- | - | -- | - | - | -- | -- | --- | -- |
| Arany    | Brazília         | 7 | 7  | 0 | 0 | 45 | 7  | +38 | 21 |
| Ezüst    | Spanyolország    | 7 | 5  | 1 | 1 | 31 | 13 | +18 | 16 |
| Bronz    | Olaszország      | 7 | 6  | 0 | 1 | 30 | 13 | +17 | 18 |
| 4.       | Kolumbia         | 7 | 3  | 0 | 4 | 19 | 18 | +1  | 9  |
|          |                  |   |    |   |   |    |    |     |    |
| 5.       | Oroszország      | 5 | 4  | 0 | 1 | 32 | 3  | +29 | 12 |
| 6.       | Argentína        | 5 | 3  | 0 | 2 | 18 | 9  | +9  | 9  |
| 7.       | Ukrajna          | 5 | 3  | 1 | 1 | 21 | 13 | +8  | 10 |
| 8.       | Portugália       | 5 | 2  | 1 | 2 | 18 | 14 | +4  | 7  |
|          |                  |   |    |   |   |    |    |     |    |
| 9.       | Szerbia          | 4 | 2  | 1 | 1 | 13 | 7  | +6  | 7  |
| 10.      | Irán             | 4 | 2  | 1 | 1 | 9  | 8  | +1  | 7  |
| 11.      | Egyiptom         | 4 | 1  | 0 | 3 | 12 | 14 | –2  | 3  |
| 12.      | Japán            | 4 | 1  | 1 | 2 | 13 | 17 | –4  | 4  |
| 13.      | Paraguay         | 4 | 1  | 1 | 2 | 10 | 15 | –5  | 4  |
| 14.      | Thaiföld         | 4 | 1  | 0 | 3 | 9  | 16 | –7  | 3  |
| 15.      | Csehország       | 4 | 1  | 1 | 2 | 7  | 14 | –7  | 4  |
| 16.      | Panama           | 4 | 1  | 0 | 3 | 14 | 31 | –17 | 3  |
|          |                  |   |    |   |   |    |    |     |    |
| 17.      | Costa Rica       | 3 | 1  | 0 | 2 | 8  | 12 | –4  | 3  |
| 18.      | Kuvait           | 3 | 1  | 0 | 2 | 8  | 13 | –5  | 3  |
| 19.      | Guatemala        | 3 | 1  | 0 | 2 | 8  | 15 | –7  | 3  |
| 20.      | Ausztrália       | 3 | 1  | 0 | 2 | 5  | 17 | –12 | 3  |
| 21.      | Salamon-szigetek | 3 | 1  | 0 | 2 | 7  | 30 | –23 | 3  |
| 22.      | Mexikó           | 3 | 0  | 0 | 3 | 4  | 13 | –9  | 0  |
| 23.      | Marokkó          | 3 | 0  | 0 | 3 | 5  | 15 | –10 | 0  |
| 24.      | Líbia            | 3 | 0  | 0 | 3 | 3  | 22 | –19 | 0  |